# Utah
Utah (englische Aussprache [ˈjuːtɑː] ⓘ) ist ein Bundesstaat der Vereinigten Staaten von Amerika. Die Hauptstadt Utahs ist Salt Lake City. Die Abkürzung ist UT, der Beiname des Staates lautet The Beehive State (engl. beehive ‚Bienenkorb‘, ‚Bienenstaat‘, ‚Bienenstock‘). Der Beiname erklärt sich daraus, dass die gründenden Mormonen den Bienenkorb als Symbol des Fleißes zum Symbol des Staates bzw. Territoriums machten. Auch die neue Flagge stellt dieses Symbol sehr prominent zur Schau. Weitere Staatssymbole sind die Möwe als Staatsvogel, die Kirsche als Staatsobst, der Allosaurus als Staatsfossil und der Colt M1911 als Staatswaffe. Utah war der erste Bundesstaat, in dem eine Waffe diesen Status bekam.
Der Name Utah leitet sich von dem Indianer-Volk der Ute ab, die neben einigen anderen Völkern bis heute in Utah leben. Nach dem Wunsch der Mormonen sollte der Staat Deseret heißen; dieser religiös begründete Name, der aus dem Buch Mormon stammt, wurde von der US-amerikanischen Regierung jedoch wegen der Trennung von Kirche und Staat nicht akzeptiert.

## Geografie
Utahs Nachbarstaaten sind Nevada, Idaho, Wyoming, Colorado, New Mexico und Arizona. Die südöstliche Ecke des Staates bildet mit den Flächen von Colorado, New Mexico und Arizona das einzige Vierländereck der Vereinigten Staaten, den Punkt Four Corners, nach dem auch die angrenzende Region benannt ist.

### Geografische Gliederung
Durch Utah verläuft die Grenze zwischen zwei geographischen Provinzen: dem Colorado-Plateau im Osten und Süden sowie der Basin and Range Province im Westen des Bundesstaats. Die Wasatch Mountains bilden die Grenze zwischen diesen Großregionen. Im Osten und Nordosten reichen die Rocky Mountains gerade noch nach Utah. Im Nordosten liegt in den Uinta Mountains mit dem Kings Peak (4123 m) auch der höchste der Berge in Utah.
Der Anteil Utahs am Colorado-Plateau lässt sich in mehrere Sektionen teilen. Im Norden, unterhalb der Uinta Mountains liegt das Uinta-Becken. Es wird durch den Oberlauf des Green Rivers geprägt. Südlich schließt sich die Canyon Lands-Sektion an, in der der Colorado River fließt und der Green River in ihn mündet. Westlich davon liegt die High Plateaus-Sektion mit mehreren Schichtstufen der Grand Staircase. Im Südwesten liegt ein als Utahs Dixie bezeichnetes Gebiet, das durch den Virgin River entwässert wird. Die Mormonischen Pioniere prägten den Namen, weil sie in dieser klimatisch mildesten Region Utahs Baumwolle anbauen konnten.
Der Basin and Range-Anteil Utahs besteht aus der völlig ebenen Großen Salzwüste und einer Vielzahl an kleinen und kleinsten Horsten sowie den dazwischen auftretenden Graben. Die beiden östlichsten Täler der Region, das Salt Lake Valley und das Utah Valley, bilden zusammen die Wasatch Front unterhalb der Wasatch Mountains. Sie sind als einzige Teile des Staates dicht besiedelt und beherbergen etwa 80 % aller Einwohner Utahs.

### Ausdehnung des Staatsgebiets
Die Fläche von 219.887 km² erstreckt sich auf 435 Kilometern von Ost nach West zwischen 109° W und 114° W, sowie auf 565 Kilometern von Süd nach Nord zwischen 37° N und 42° N. 3,25 Prozent der Staatsfläche bestehen aus Wasser, den größten Anteil hat der Große Salzsee.

### Klima
In Utah herrscht extremes Steppenklima, d. h., es gibt verhältnismäßig heiße Sommer um 30 °C und kalte, schneereiche Winter häufig unter 0 °C. Die jährlichen Niederschläge reichen von 200 bis 700 mm und sind auf das ganze Jahr relativ gleichmäßig verteilt. Die Region um Salt Lake City (1350 m) ist ein beliebtes Wintersportgebiet; 2002 wurden hier die Olympischen Winterspiele ausgetragen.
|                       | Jan | Feb | Mär | Apr | Mai | Jun | Jul | Aug | Sep | Okt | Nov | Dez |   |      |
| Mittl. Tagesmax. (°C) | 3   | 7   | 11  | 16  | 22  | 29  | 34  | 32  | 27  | 19  | 10  | 4   | ⌀ | 17,9 |
| Mittl. Tagesmin. (°C) | −7  | −4  | −1  | 3   | 7   | 12  | 17  | 15  | 10  | 4   | −2  | −6  | ⌀ | 4    |
|                       |     |     |     |     |     |     |     |     |     |     |     |     |   |      |
| Sonnenstunden (h/d)   | 4   | 6   | 7   | 9   | 11  | 12  | 12  | 11  | 10  | 9   | 6   | 4   | ⌀ | 8,4  |
|                       |     |     |     |     |     |     |     |     |     |     |     |     |   |      |
| Regentage (d)         | 6   | 6   | 7   | 8   | 7   | 4   | 3   | 4   | 4   | 5   | 5   | 6   | Σ | 65   |

| −7 |

| −4 |

| −1 |

| 3 |

| 7 |

| 12 |

| 17 |

| 15 |

| 10 |

| 4 |

| −2 |

| −6 |

| −7 |

| −4 |

| −1 |

| 3 |

| 7 |

| 12 |

| 17 |

| 15 |

| 10 |

| 4 |

| −2 |

| −6 |

## Bevölkerung

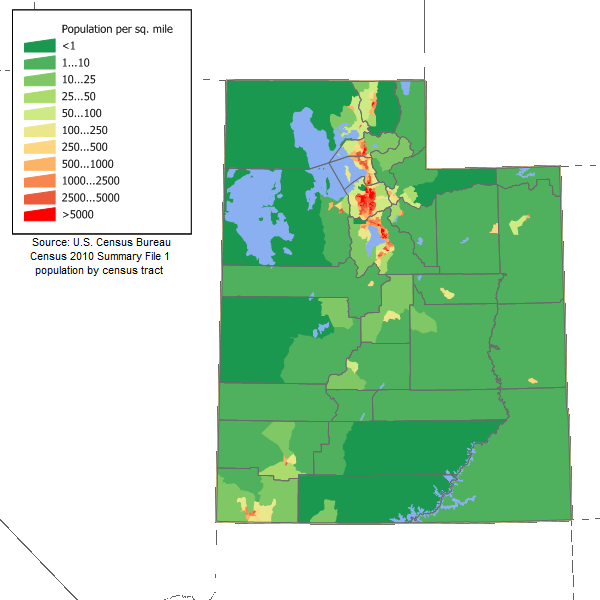
Bevölkerungsdichte

Utah hat 3,101 Millionen Einwohner (Hochrechnung des U.S. Census Bureau 2017), davon sind 89,1 % Weiße, 0,9 % Schwarze und Afroamerikaner, 1,9 % Asiaten, 1,1 % Indianer, 0,7 % Hawaiianer und 4,5 % anderer Abstammung. 1,8 % gaben an, zwei oder mehr „Rassen“ (nach dem Konzept des US census Bureau) zugehörig zu sein. Unter der Gesamtbevölkerung sind 11,2 % Angehörige der Hispanischen Gemeinschaft.
Utah hat die höchste Fertilitätsrate unter allen Bundesstaaten der USA (2,29 Kinder pro Frau 2015). Die Bevölkerung Utahs lebt länger als der amerikanische Durchschnitt und hat einen niedrigeren Anteil an übergewichtigen Personen.
Über 80 % der Bevölkerung Utahs lebt in der Metropolregion „Wasatch Front“ unterhalb der Westflanke der Wasatchkette. Der Siedlungsstreifen erstreckt sich von Ogden im Norden bis Provo im Süden und auf das Salt Lake Valley und das Utah Valley. Der Rest des Bundesstaates ist extrem dünn besiedelt.

### Alters- und Geschlechterstruktur
Die Altersstruktur von Utah setzt sich folgendermaßen zusammen:
- bis 18 Jahre: 792.172 (31,1 %)
- 18–64 Jahre: 1.533.931 (60,1 %)
- ab 65 Jahre: 223.960 (8,8 %)

Das Medianalter beträgt 28,4 Jahre.
50,3 % der Bevölkerung ist männlich und 49,7 % ist weiblich.

### Ethnische Bevölkerungszusammensetzung
Im Jahr 2014 waren 24,9 % der Einwohner englischer Abstammung und stellen damit die größte Gruppe. Es folgen die Gruppen der Deutsch- (11,3 %), Amerikanisch- (6,0 %), Irisch- (5,7 %) und Dänischstämmigen (5,0 %).

### Religionen
Im Jahr 2012 waren etwa 62 % der Bevölkerung Mormonen; da die Religionszugehörigkeit in amerikanischen Volkszählungen aber nicht erfasst wird, sind genaue Daten hierzu nicht erhältlich. Utah ist damit einer von insgesamt nur fünf US-Bundesstaaten, in denen eine einzelne Religionsgruppe die absolute Mehrheit stellt. Die anderen sind die mehrheitlich katholischen Bundesstaaten Massachusetts, Rhode Island und New Mexico, sowie Mississippi, wo Baptisten die Bevölkerungsmehrheit stellen.

### Einwohnerentwicklung
Die hispanische Gemeinschaft hat sich in Utah seit den 1990er Jahren mehr als verdreifacht, von etwa 85.000 (1990) über 201.000 (2000) bis auf 286.113 im Jahre 2006. Sie stellt damit bereits 11,2 % der Bevölkerung.

### Größte Städte
| Ort              |                  |  |         | Einwohner |
| Salt Lake City   | Salt Lake City   |  | 199.723 | 199.723   |
| West Valley City | West Valley City |  | 140.230 | 140.230   |
| West Jordan      | West Jordan      |  | 116.961 | 116.961   |
| Provo            | Provo            |  | 115.162 | 115.162   |
| Orem             | Orem             |  | 98.129  | 98.129    |
| Sandy            | Sandy            |  | 96.904  | 96.904    |
| St. George       | St. George       |  | 95.342  | 95.342    |
| Ogden            | Ogden            |  | 87.321  | 87.321    |
| Layton           | Layton           |  | 81.773  | 81.773    |
| South Jordan     | South Jordan     |  | 77.487  | 77.487    |
| Census 2020      |                  |  |         |           |

## Geschichte

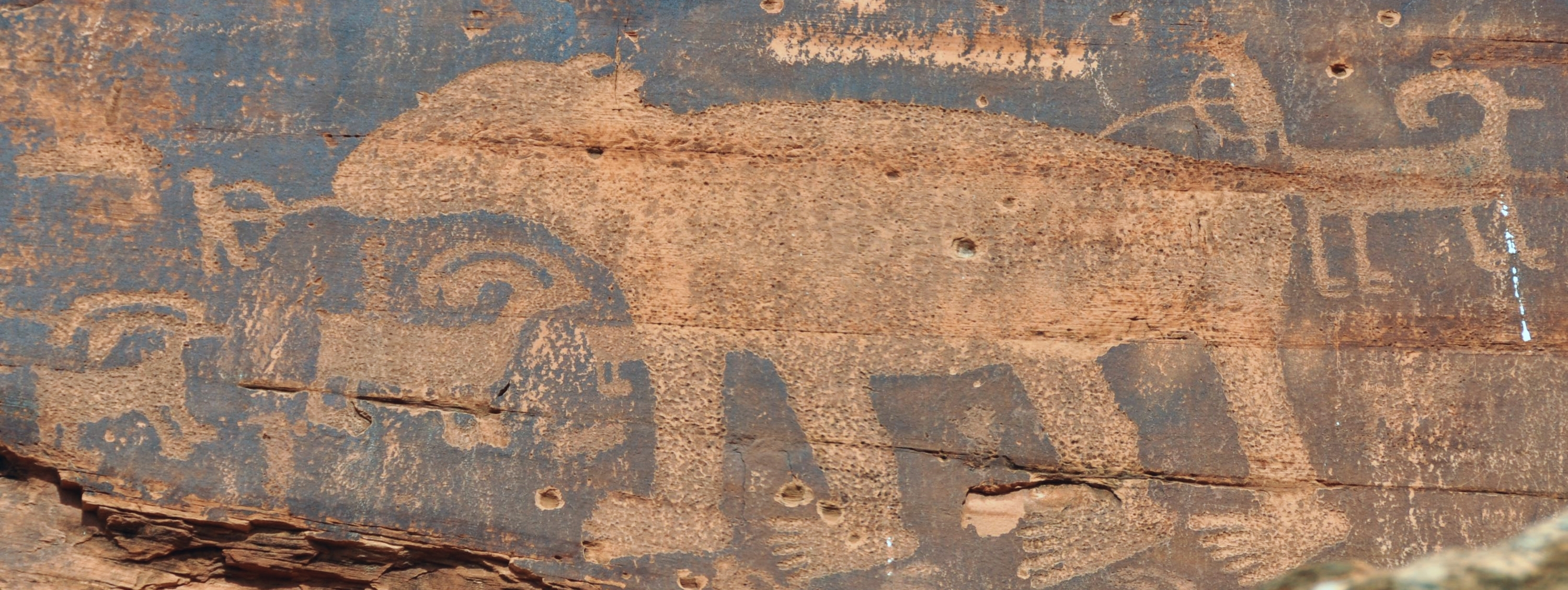
Petroglyphen unweit des Colorado; sie gehören einer langen Tradition an, die von 6000 v. Chr. bis 1300 n. Chr. reicht.

Als Stätte der ältesten menschlichen Spuren auf dem Gebiet Utahs gilt die Wishbone Site, die im Jahr 2016 entdeckt wurde. Dabei handelt es sich um Überreste eines Lagers, in dem sich Vogelknochen, Holzkohle, Steinwerkzeuge nachweisen ließen, hinzu kamen Projektilspitzen des Typs Haskett projectile point. Aus der gleichen Zeit, also um 10.300 v. Chr., stammen 88 Fußabdrücke, die 2022 etwa 800 m von dem Lager entfernt entdeckt wurden. Sie bilden die Trackway Site (den Pfad-Fundplatz). Dabei handelt es sich um Fußabdrücke von Erwachsenen und Kindern, die zwischen fünf und zwölf Jahren alt waren. Erste Untersuchungen lassen vermuten, die Menschen seien durch seichtes Wasser gegangen. Im Gegensatz zu heute, wo das Gebiet extrem trocken ist, muss es sich um ein Gebiet ähnlich einer Oase gehandelt haben. Auf dem Luftwaffenstützpunkt Hill Air Force Base sind inzwischen 822 Fundstätten (Stand: 2022) bekannt, über die Konsultationen mit 21 Indianerstämmen geführt werden.

Ungefähres Gebiet der Fremont-Kultur, benannt nach dem Fremont River. Sie bestand etwa von der Zeitenwende bis 1300 n. Chr.

Die Fremont-Kultur lässt sich vom 1. Jahrhundert v. Chr. bis nach ca. 1350 nachweisen (wobei die Meinungen hier erheblich voneinander abweichen). Kennzeichen dieser stärker bäuerlichen Kultur – zuvor dominierten Jäger und Sammler – waren der Anbau von Mais (der um 1350 endete), Bohnen und Kürbissen, ihre kennzeichnende Lehmziegelarchitektur, dann Grubenhäuser und eine eigenwillige Art der Keramik. Letztere wurde auch in weitem Umkreis von nomadischen Jägergruppen adaptiert. Die Dörfer umfassten bis zu 100 Bewohner, jedoch waren die wohl in Hausgruppen organisierten Angehörigen der Kultur zumeist in kleineren Siedlungen ansässig, die manchmal nur aus einem Haus bestanden. Eine verheerende Dürre vernichtete diese Kultur. Die Lebensstile waren dabei von äußerster Uneinheitlichkeit, so dass weder von einer ethnischen Zusammengehörigkeit, noch von einer einheitlichen Kultur, noch Lebensweise die Rede sein kann. Die Siedlungsweise reichte von großen Dörfern bis zu winzigen Lagern, auch Höhlen wurden genutzt. Als Jagdwaffen dienten sowohl der Atlatl, als auch Pfeil und Bogen. Wahrscheinlich betrieben die Menschen dieser Epoche auch Bewässerungswirtschaft, worauf einige Gräben hindeuten.
Durch die Schrumpfung des Großen Salzsees seit den 1980er Jahren wurden zahlreiche Fundstätten freigelegt, darunter waren vor allem Begräbnisplätze am Ostufer des Sees, an denen sich die Überreste von 85 Individuen fanden. Sie stammten aus der Zeit zwischen 700 und 1300. Anhand ihrer Knochen ließ sich zeigen, dass der Anteil von Mais an der Ernährung zunahm. Dessen Konsum variierte allerdings zwischen 850 und 1150 sehr stark und verschwand danach praktisch vollständig. Auch wiesen einige Skelette Spuren von Verletzungen auf, so dass auf Kämpfe zwischen Hausgruppen oder Dörfern geschlossen wurde. Die Gartenwirtschaft verschwand in Utah um 1350, sie hielt sich im äußersten Nordosten des Fremont-Gebiets bis um 1400. Damit verschwanden auch Bohnen und Kürbisse aus der Ernährung. Wahrscheinlich, so eine Annahme, wurde diese Art der Bodenbearbeitung nur in Zeiten betrieben, in denen die Ernährung durch Jagen und Sammeln zu wenig Ertrag brachte, also in „schlechten“ Zeiten. Andererseits wurde angenommen, dass es eher eine Klimaveränderung war, die um 700 die Bodenbearbeitung lohnend machte, aber ihr auch um 1300 wieder den Boden entzog. Derlei Änderungen hatten schon um 1050, dann um 1150 und schließlich um 1300 die Fremont-Leute getroffen.
Genetische Untersuchungen zeigen, dass die Apachen und Shoshonen erst relativ spät das Große Becken erreichten. Erstere kamen von Nordwesten und gehören sprachlich den Athabasken an, letztere den Numic-Sprachen, dem nördlichsten Zweig der Uto-aztekischen Sprachen.
Das Utah-Territorium wurde am 9. September 1850 aus dem nordöstlichen Teil des im Vertrag von Guadalupe Hidalgo 1848 von Mexiko an die USA abgetretenen Gebiets gebildet.

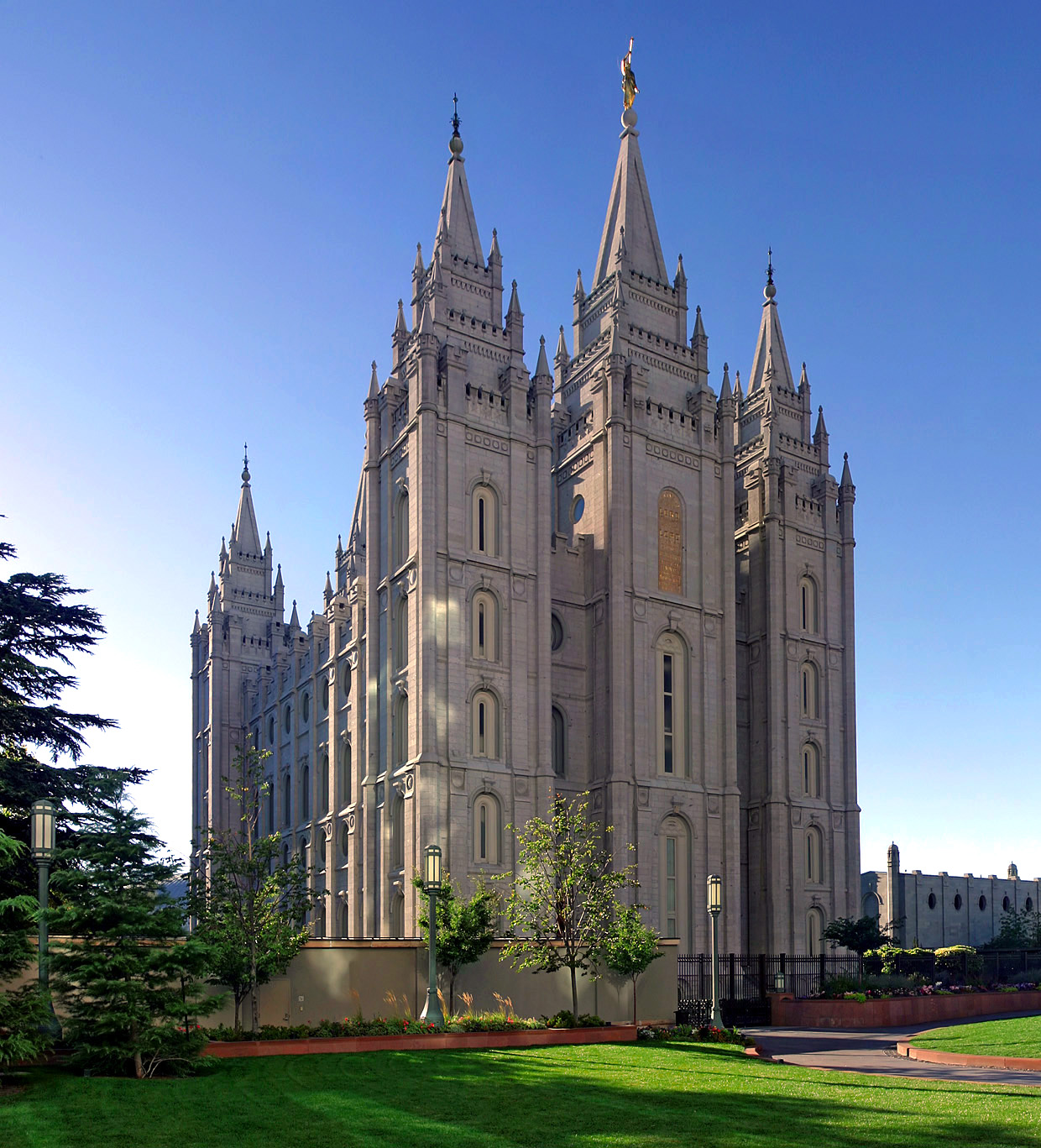
Salt-Lake-Tempel in Salt Lake City, bekanntester und größter Tempel der Mormonen

Bereits ab 1847 wurde Utah von den Anhängern der Kirche Jesu Christi der Heiligen der Letzten Tage („Mormonen“) auf zum Teil ungewöhnliche Weise besiedelt. 1849 wurde allerdings die Gründung eines Bundesstaates namens Deseret von der Regierung abgelehnt.
Um die Mitglieder der Kirche nach Utah zu bringen, wurde 1850 der „Ständige Einwanderungsfonds“ (engl. Perpetual Emigrating Fund, PEF) ins Leben gerufen. Finanziert aus Spenden sollten die Mittel in diesem Fonds dazu genutzt werden, noch im Osten der USA lebende, vor allem aber Neubekehrte aus Europa, nach Salt Lake City zu bringen. Je nach Bedürftigkeit des Einzelnen übernahm der PEF Teile oder die ganzen Kosten für die Reise nach Utah, wobei sich das jeweilige Kirchenmitglied vertraglich verpflichtete, dieses Geld nach seiner Ankunft zurückzuzahlen.
Ende des Jahres war das Geld im PEF knapp geworden, so dass Gouverneur Brigham Young, zugleich Präsident der Kirche Jesu Christi der Heiligen der Letzten Tage, einen alten Plan wieder aufleben ließ. Dieser sah vor, die Einwanderer statt mit von Pferden oder Ochsen gezogenen Planwagen mit Handkarren bis in das Tal des Großen Salzsees ziehen zu lassen, was eine Ersparnis von 6 Pfund pro Person bringen sollte. Die europäischen Emigranten, die meist aus ärmlichen Verhältnissen in britischen Städten stammten, sollten mit dem Schiff bis nach New York City, Boston oder New Orleans und von dort aus weiter mit dem Zug nach Iowa City fahren, wo die Handkarren auf sie warten würden. Schließlich müssten die Emigranten innerhalb von 90 Tagen mit den Karren (beladen mit 50 kg Gepäck) nach Salt Lake City laufen.
Die ersten Handkarren-Pioniere (insgesamt ca. 800), die im April 1856 in Iowa City ankamen, wurden auf drei Trecks aufgeteilt. Sie erreichten mit minimalen Verlusten Ende September bis Anfang Oktober 1856 Salt Lake City. Die letzten zwei Handkarren-Abteilungen starteten erst Ende Juni in Iowa City und wurden durch einen verfrühten und unvermittelt heftigen Wintereinbruch ca. 300 Meilen vor Salt Lake City in Wyoming überrascht. In Anbetracht der verheerenden Wetterverhältnisse und der schwierigen Strecke wurden in einer für die damalige Zeit geradezu spektakulären Rettungsaktion die Emigranten schließlich im November nach Salt Lake City gebracht. Von den ursprünglich 1076 Menschen in den beiden Abteilungen kamen zwischen 200 und 220 ums Leben. Trotz dieser Katastrophe gab es in den darauffolgenden vier Jahren noch fünf weitere Trecks mit Handkarren, die aber aufgrund einer besseren Organisation reibungslos verliefen.
Im Utah-Krieg 1857/58 wurde aber die politische Macht der Mormonen zerschlagen. Nach dem Mountain-Meadows-Massaker am 11. September 1857 wurden die Zugänge nach Salt Lake City durch die US-Armee gesperrt. Durch Vermittlung von Oberst Thomas L. Kane, der sowohl die Mormonen kannte als auch bei der Regierung einen guten Ruf hatte, konnte Gouverneur Brigham Young in den Folgemonaten davon überzeugt werden, nachzugeben. So rückten im Frühjahr 1858 US-Verbände in die Nähe von Salt Lake City vor, verpflichteten sich aber, außerhalb der Stadt zu bleiben. Brigham Young übergab seine Funktion als Gouverneur am 12. April 1858 an Alfred Cumming. 1861 wurde aus dem westlichen Teil des Gebiets das neue Nevada-Territorium gebildet und im Osten Teile an das Colorado-Territorium und das Nebraska-Territorium abgetreten. 1862 und 1868 gingen weitere Gebiete an den Staat Nevada und das Wyoming-Territorium (siehe Karten).

Utah-Territorium 1851 (blau) und der vorgeschlagene Staat Deseret
Aufteilung 1861, weitere Grenzverschiebungen zugunsten des Nevada-Territoriums folgten
Aufteilung 1868

## Politik
| Jahr | Republikaner    | Demokraten      |
| ---- | --------------- | --------------- |
| 2024 | 58,40 % 883.818 | 37,17 % 562.566 |
| 2020 | 57,45 % 865.140 | 37,21 % 560.282 |
| 2016 | 45,54 % 515.231 | 27,46 % 310.676 |
| 2012 | 72,79 % 740.600 | 24,75 % 251.813 |
| 2008 | 62,25 % 596.030 | 34,22 % 327.670 |
| 2004 | 71,54 % 663.742 | 26,00 % 241.199 |
| 2000 | 66,83 % 515.096 | 26,34 % 203.053 |
| 1996 | 54,37 % 361.911 | 33,30 % 221.633 |
| 1992 | 43,36 % 322.632 | 24,65 % 183.429 |
| 1988 | 66,22 % 428.442 | 32,05 % 207.343 |
| 1984 | 74,50 % 469.105 | 24,68 % 155.369 |
| 1980 | 72,77 % 439.687 | 20,57 % 124.266 |
| 1976 | 62,44 % 337.908 | 33,65 % 182.110 |
| 1972 | 67,64 % 323.643 | 26,39 % 126.284 |
| 1968 | 56,49 % 238.728 | 37,07 % 156.665 |
| 1964 | 45,14 % 180.682 | 54,86 % 219.628 |
| 1960 | 54,81 % 205.361 | 45,17 % 169.248 |
| 1956 | 64,56 % 215.631 | 35,44 % 118.364 |

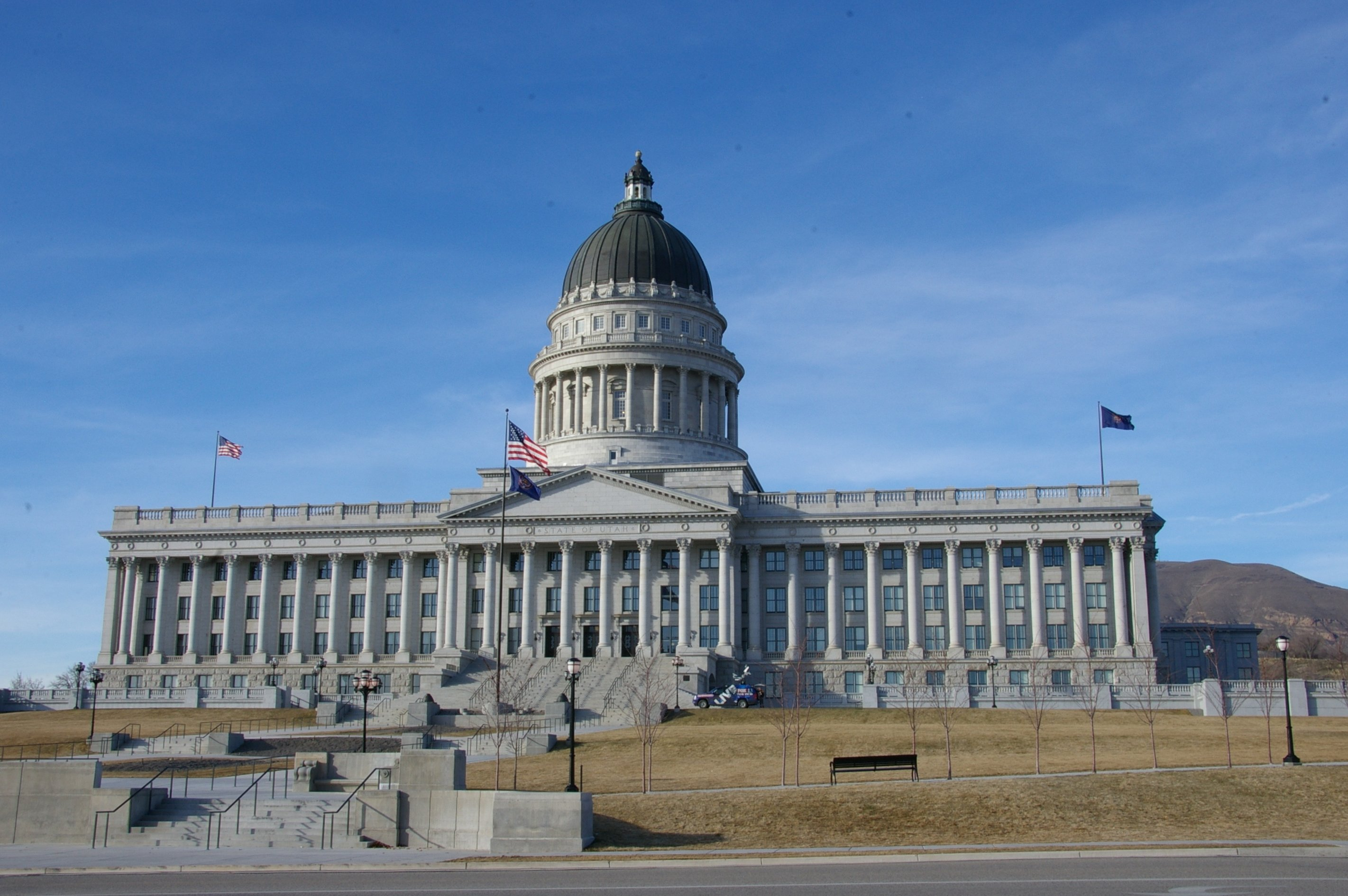
Kapitol in Salt Lake City

Am 4. Januar 1896 wurde Utah als 45. Staat ein voll berechtigtes Mitglied der USA. Mehrere frühere Anläufe, als Bundesstaat anerkannt zu werden, waren an Konflikten der Kirche Jesu Christi der Heiligen der Letzten Tage mit der amerikanischen Bundesregierung gescheitert, vor allem an Auseinandersetzungen über die mormonische Polygamie. Erst als die Leitung der Kirche Jesu Christi HLT diese 1890 offiziell abschaffte, war der Weg zum Bundesstaat frei. Allerdings sind selbst in der heutigen Verfassung von Utah immer noch zahlreiche Bestimmungen enthalten,
die einstmals aus Furcht vor einem durch die Mormonen dominierten Staat aufgenommen wurden. In der Präambel der Verfassung von Utah wird zwar Gott angerufen, aber der weitere Verfassungstext bekräftigt das Recht auf Religionsfreiheit, die Trennung von Staat und Kirche und verbietet nicht zuletzt das Dominieren des Staates durch eine einzelne Kirche. Auch eine staatliche Unterstützung von Kirchen oder kirchlichen Schulen ist in Utah verboten. Außerdem wird betont, dass das öffentliche Schulsystem frei von Kontrolle durch Sekten sein soll, was ebenfalls eine eindeutige Anspielung auf die Kirche Jesu Christi der Heiligen der Letzten Tage ist. Die Polygamie ist schließlich ebenfalls durch eine Verfassungsbestimmung (sohin nicht nur auf einfachgesetzlicher Ebene) verboten, wobei diese Bestimmung sogar nur mit Zustimmung der US-Bundesinstanzen geändert werden kann.
Im Februar 2020 verabschiedete das zuständige Komitee des Senats von Utah ein von der republikanischen Senatorin Deidre Henderson eingebrachtes Gesetz, wonach Polygamie von einem Verbrechen (felony) zu einer Ordnungswidrigkeit (infraction) mit einer Geldbuße von höchstens 750 $ herabgestuft wird, sofern sie mit Einverständnis unter Erwachsenen ausgeübt wird. Nur in Verbindung mit Täuschung oder Zwang soll Polygamie weiterhin strafbar sein. Der Gesetzentwurf soll die von Utaher Staatsanwälten schriftlich festgelegte Praxis legalisieren, Polygamisten, die keine anderen Straftaten begehen, nicht zu verfolgen. Utaher Staatsanwälte und die ACLU begrüßten den Vorschlag, Kritik kam von ehemaligen Polygamisten und diese unterstützenden Organisationen.
Utah ist eine Hochburg der Republikanischen Partei, was unter anderem auf die ländliche Wohnstruktur und damit auf die Besinnung auf familiäre und kirchliche Werte zurückzuführen ist, da sich die Republikaner meist als Vertreter dieser Werte verstehen. Dies ist allerdings erst seit den 1960er Jahren der Fall; vorher unterstützten die Mormonen, wie die meisten Minderheiten, mehrheitlich die Demokratische Partei. Mit John Ream Curtis und Mike Lee sind beide US-Senatoren aus Utah Republikaner. Im Repräsentantenhaus des 119. Kongresses wird der Staat ebenfalls ausschließlich von Republikanern vertreten.
In beiden Kammern der Staatslegislative verfügt die Republikanische Partei über eine klare Mehrheit.

### Gouverneure
- Liste der Gouverneure von Utah
- Liste der Vizegouverneure von Utah

### Utah Legislature
Die Utah Legislature besteht aus:
- Repräsentantenhaus von Utah
- Senat von Utah

### Mitglieder im 119. Kongress
|  | Name                   | Mitglied seit | Parteizugehörigkeit |
|  | ---------------------- | ------------- | ------------------- |
|  | Blake David Moore      | 2021          | Republikaner        |
|  | Celeste Maloy          | 2023          | Republikaner        |
|  | Mike Kennedy           | 2025          | Republikaner        |
|  | Clarence Burgess Owens | 2021          | Republikaner        |

|  | Name                       | Mitglied seit | Parteizugehörigkeit |
|  | -------------------------- | ------------- | ------------------- |
|  | John Ream Curtis           | 2025          | Republikaner        |
|  | Michael „Mike“ Shumway Lee | 2011          | Republikaner        |

- Liste der Mitglieder des US-Repräsentantenhauses aus Utah
- Liste der US-Senatoren aus Utah

### Zensur
Im Jahr 2024 erließ Utah ein Gesetz »zum Schutz von Kindern vor den schädlichen Auswirkungen illegaler Pornografie«. Als das Gesetz am 1. Juli 2024 in Kraft trat, wurden dreizehn Bücher von sieben Autoren – sechs davon Frauen – in Schulen und Bibliotheken verboten, darunter Oryx und Crake von Margaret Atwood, Milk and Honey von Rupi Kaur, Forever von Judy Blume, zwei Bücher von Ellen Hopkins, fünf Bücher von Sarah J. Maas und Blankets von Craig Thompson. Utah ist der erste Bundesstaat der USA mit einem derartigen Verbot von Büchern.

## Kultur und Sehenswürdigkeiten

### Museen
- Utah Museum of Fine Arts

### Parks
In Utah befinden sich folgende Nationalparks:
| Nationalpark                                                                                | Lage                                                      | Ansicht |
| ------------------------------------------------------------------------------------------- | --------------------------------------------------------- | ------- |
| Arches-Nationalpark - Utah - 860.181 Besucher (2007) - gegründet 12. April 1929             | Arches-Nationalpark · Karte der Vereinigten Staaten       |         |
| Bryce-Canyon-Nationalpark - Utah - 1.012.563 Besucher (2007) - gegründet 15. September 1928 | Bryce-Canyon-Nationalpark · Karte der Vereinigten Staaten |         |
| Canyonlands-Nationalpark - Utah - 392.537 Besucher (2006) - gegründet 12. September 1964    | Canyonlands-Nationalpark · Karte der Vereinigten Staaten  |         |
| Capitol-Reef-Nationalpark - Utah - 511.511 Besucher (2006) - gegründet 18. Dezember 1971    | Capitol-Reef-Nationalpark · Karte der Vereinigten Staaten |         |
| Zion-Nationalpark - Utah - 2.697.182 Besucher (2007) - gegründet 19. November 1919          | Zion-Nationalpark · Karte der Vereinigten Staaten         |         |

Das Monument Valley ist kein Nationalpark und wird von den dort lebenden Indianern selbst verwaltet.
| Stammespark                             | Lage                                            | Ansicht |
| --------------------------------------- | ----------------------------------------------- | ------- |
| Monument Valley - Utah - gegründet 1958 | Monument Valley · Karte der Vereinigten Staaten |         |

### National Monuments
| National Monument                                                                              | Lage                                                                        | Ansicht |
| ---------------------------------------------------------------------------------------------- | --------------------------------------------------------------------------- | ------- |
| Cedar Breaks National Monument - Utah - 505.158 Besucher (2005) - gegründet 22. August 1933    | Cedar Breaks National Monument · Karte der Vereinigten Staaten              |         |
| Dinosaur National Monument - Utah, Colorado - gegründet 4. Oktober 1915                        | Dinosaur National Monument · Karte der Vereinigten Staaten                  |         |
| Grand Staircase-Escalante National Monument - Utah - gegründet 18. September 1996              | Grand Staircase-Escalante National Monument · Karte der Vereinigten Staaten |         |
| Natural Bridges National Monument - Utah - 97.999 Besucher (2002) - gegründet 16. April 1908   | Natural Bridges National Monument · Karte der Vereinigten Staaten           |         |
| Rainbow Bridge National Monument - Utah - 75.286 Besucher (2004) - gegründet 30. Mai 1910      | Rainbow Bridge National Monument · Karte der Vereinigten Staaten            |         |
| Timpanogos Cave National Monument - Utah - 107.000 Besucher (2004) - gegründet 10. August 1933 | Timpanogos Cave National Monument · Karte der Vereinigten Staaten           |         |

### Sport
Die Hauptstadt Salt Lake City war der Austragungsort der Olympischen Winterspiele 2002. In Salt Lake City ist das Basketballteam der Utah Jazz beheimatet, welches in der nordamerikanischen Profiliga NBA spielt. Außerdem ist mit den Utah Grizzlies ein Eishockeyfranchise in West Valley City beheimatet, das in der ECHL spielt. Zuvor spielte eine gleichnamige Mannschaft von 1995 bis 2005 in der International Hockey League (1995–2001) bzw. der American Hockey League (2001–2005). Diese Mannschaft, die auch ein bis auf die Farben identisches Teamlogo besaß, war allerdings in Salt Lake City beheimatet.
Real Salt Lake, ein in Sandy, südlich von Salt Lake City, beheimateter Fußballclub, wurde 2009 Meister der Major League Soccer, der höchsten nordamerikanischen Spielklasse. Es war der erste nationale Titelgewinn für eine Mannschaft aus Utah seit über 40 Jahren.

## Bildung
Die wichtigsten staatlichen Hochschulen sind die University of Utah, die Utah State University, die Southern Utah University und die Weber State University. Die wichtigste private Hochschule ist die kirchliche Brigham Young University. Weitere Hochschulen sind in der Liste der Universitäten in Utah verzeichnet.

## Wirtschaft

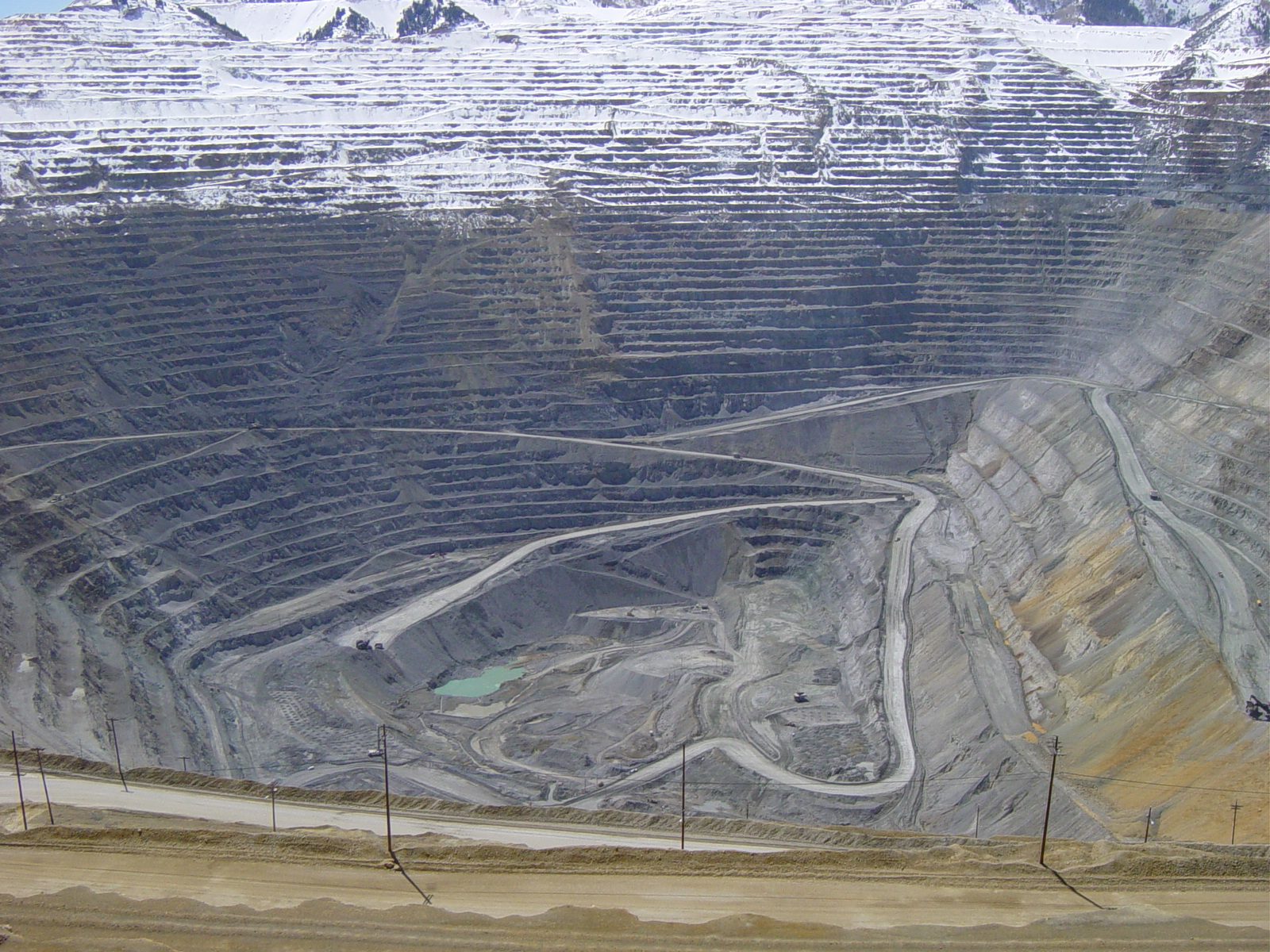
Bingham Canyon Mine, eine der größten Porphyrischen Kupferlagerstätten der Welt

Das reale Bruttoinlandsprodukt pro Kopf lag 2016 bei USD 51.243 (nationaler Durchschnitt der 50 US-Bundesstaaten: USD 57.118; nationaler Rangplatz: 29). Im November 2017 waren 3,2 % der erwerbsfähigen Bevölkerung arbeitslos gemeldet (Landesdurchschnitt: 4,1 %).
Ackerbau ist in Utah wegen der weithin wüstenähnlichen Landschaft nur in Gebirgsnähe mit Bewässerung oder „dry farming“ möglich (Weizen, Zuckerrüben, Kartoffeln, Obst). Es wird Viehhaltung betrieben (Rinder, Schafe). Von Bedeutung sind der Bergbau (Kupfer, Erdöl, Uranerz, Gold, Salz, Silber, Blei, Eisen, Erdgas, andere Metalle) sowie die Luftfahrtindustrie und der Tourismus.